# آدم‌ربایی (فیلم ۱۹۷۵)
آدم ربایی (به انگلیسی: Abduction) یک فیلم ترسناک آمریکایی محصول سال ۱۹۷۵ به کارگردانی جوزف زیتو که توسط کنت ایی. کارول نوشته شده‌است و بر اساس رمان سیاه از هریسون جیمز می‌باشد. داستان در مورد یک روزنامه‌نگار جوان توسط یک گروه رادیکال‌ها ربوده شده و وحشت زده می‌شود.